# 巴特·邦廷
巴特·邦廷（英語：Bart Bunting，1976年7月19日—），澳大利亚男子高山滑雪运动员。他曾代表澳大利亚参加2002年和2010年冬季残疾人奥林匹克运动会高山滑雪比赛，获得二枚金牌和一枚银牌。